# Copa África de Fútbol de ConIFA 2022
La Copa África de Fútbol de ConIFA de 2022 fue la primera edición de la Copa África organizada por ConIFA. Se jugó del 21 al 25 de mayo en Johannesburgo, Sudáfrica.

## Participantes
- Biafra
- Matabelelandia
- Yoruba

## Clasificación
| Pos. | Equipo         | Pts. | PJ | G | E | P | GF | GC | Dif. | Clasificación 2022      |
| ---- | -------------- | ---- | -- | - | - | - | -- | -- | ---- | ----------------------- |
| 1    | Matabelelandia | 4    | 2  | 1 | 1 | 0 | 2  | 1  | +1   | Clasificados a la final |
| 2    | Biafra         | 3    | 2  | 1 | 0 | 1 | 1  | 1  | 0    | Clasificados a la final |
| 3    | Yoruba         | 1    | 2  | 0 | 1 | 1 | 1  | 2  | −1   |                         |

Actualizado a los partidos jugados el 19 de junio de 2022.
 Fuente: [? ]

## Partidos

### Primera ronda
| Fecha              | Lugar         |                |                   | Resultado |                   |        |
| ------------------ | ------------- | -------------- | ----------------- | --------- | ----------------- | ------ |
| 21 de mayo de 2022 | Johannesburgo | Matabelelandia |                   | 1:0       | Bandera de Biafra | Biafra |
| 21 de mayo de 2022 | Johannesburgo | Matabelelandia |                   | 1:1       |                   | Yoruba |
| 23 de mayo de 2022 | Johannesburgo | Biafra         | Bandera de Biafra | 1:0       |                   | Yoruba |

### Final
| Fecha              | Lugar         |        |                   | Resultado |  |                |
| ------------------ | ------------- | ------ | ----------------- | --------- |  | -------------- |
| 25 de mayo de 2022 | Johannesburgo | Biafra | Bandera de Biafra | 1:0       |  | Matabelelandia |

## Campeón
| Copa África de Fútbol de ConIFA 2022 |
| ------------------------------------ |
| Bandera de Biafra                    |
| Biafra 1º Título                     |

## Clasificación final
| Pos | Equipo         | PJ | G | E | P | GF | GC | DG | Pts |
| --- | -------------- | -- | - | - | - | -- | -- | -- | --- |
| 1   | Biafra         | 3  | 2 | 0 | 1 | 2  | 1  | +1 | 6   |
| 2   | Matabelelandia | 3  | 1 | 1 | 1 | 2  | 2  | 0  | 4   |
| 3   | Yoruba         | 2  | 0 | 1 | 1 | 1  | 2  | -1 | 1   |

## Distinciones individuales
| Premio              | Jugador        |
| ------------------- | -------------- |
| Mejor portero       | Nonjabulo Dube |
| Goleador            | Shylock Ndlovu |
| Mejor jugador joven | Joe Junior Ike |